# 元朗（東）巴士總站
元朗（東）巴士總站（英語：Yuen Long (East) Bus Terminus）是位於香港新界元朗區的巴士總站。位於朗樂路，旁邊為形點II。現時此站已因興建The YOHO Hub住宅和商場而停止使用。

## 歷史

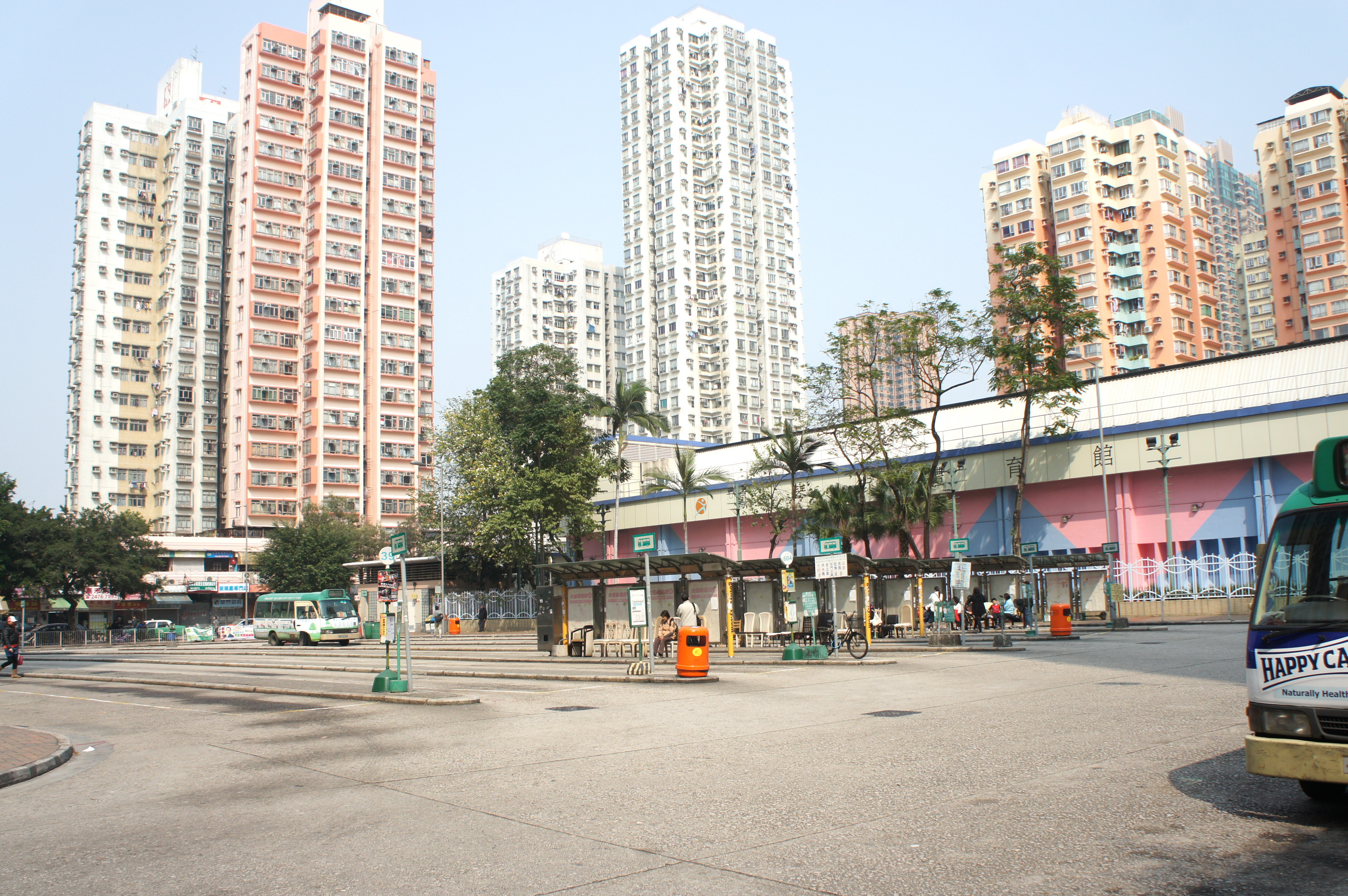
昔日鳳翔路巴士總站曾成為鳳翔路公共小型巴士（專綫服務）總站，但其後因有巴士路線遷入而回復為巴士總站

本總站原本設在元朗鳳翔路附近（近鳳琴街體育館），即元朗（鳳翔路）巴士總站，最晚在1970年代初已經存在。
1980年代中期，輕便鐵路工程進行，在元朗大馬路中間鋪設路軌，元朗（鳳翔路）巴士總站受到影響。政府為配合輕鐵工程，在元朗總站附近闢建新巴士總站（現在的本總站），並於1988年輕鐵通車前正式啟用，取代位於鳳翔路的巴士總站（該總站現時成為多條專線小巴的總站）。
2007年6月24日，68X線的總站由本站遷往洪水橋（洪元路）巴士總站。
2017年5月28日，本總站的所有路線因興建物業而改至元朗站公共運輸交匯處，只剩下68F線使用此站。

## 途經路線資料（專線小巴）
小巴路線資料按照「data.gov.hk」列出

### 新界區專線小巴31線
- 元朗站 ↺ 唐人新村

### 新界區專線小巴611線
- 山貝村 ↺ 元朗（阜財街）

### 新界區專線小巴611A線
- 山貝村 ↔ 元朗站

### 新界區專線小巴611B線
- 尚豪庭 ↺ 元朗站

本站亦是多條居民巴士的落客站。

## 過往路線
- 九鐵巴士55線（已取消）
- 九鐵巴士61A線（已取消）
- 九鐵巴士63A線（已取消）
- 九鐵巴士654線（已取消）
- 九鐵巴士655線（已取消）
- 九鐵巴士658線 (第一代)（已取消）
- 九鐵巴士A71線（已取消）
- 九鐵巴士K70線（已取消）
- 九龍巴士63M線（已取消）
- 九龍巴士68線
- 九龍巴士68X線
- 九龍巴士268B線 (第一代)（已取消）
- 港鐵巴士K74線
- 九龍巴士53線
- 龍運巴士N30線
- 龍運巴士N30S線
- 港鐵巴士K65線
- 九龍巴士68F線
- 新界區專線小巴32線
- 新界區專線小巴601C線

## 外部連結
- 香港巴士大典上的相关条目：元朗（東）